# Anorexia nerviosa
La anorexia nerviosa es, junto con la bulimia, un conjunto de trastornos de la conducta alimentaria y uno de los principales desórdenes alimentarios, también llamados trastornos psicogénicos de la alimentación (TPA). Lo que distingue a la anorexia nerviosa es el rechazo de la comida por parte del enfermo y el miedo obsesivo a engordar, que puede conducirlo a un estado de inanición. Es decir, una situación de gran debilidad ocasionada por una ingesta insuficiente de nutrientes esenciales. En casos graves puede desarrollar desnutrición, hambre, amenorrea y extenuación.
Sus orígenes nosológicos son muy antiguos, se conocen casos descritos desde el período helenístico, relacionados con el ayuno religioso. Participan en su evolución las funciones psicológicas, los trastornos neuroendocrinos, hormonales y metabólicos. Los posibles tratamientos están todavía en estudio, los tratamientos  farmacológicos actuales pueden dar solo un modesto beneficio al paciente.
La anorexia nerviosa es un trastorno, y no debe confundirse con el síntoma también llamado anorexia. El término anorexia proviene del griego a-/an- (negación) + órexis («apetito», «hambre»; «deseo»), y se emplea, en general, para describir la inapetencia o falta de apetito; este síntoma puede ocurrir en circunstancias muy diversas, tales como estados febriles, enfermedades generales y digestivas o simplemente en situaciones transitorias de la vida cotidiana. La anorexia por lo tanto es un síntoma que puede aparecer en muchas enfermedades y no una enfermedad en sí misma.
Por el contrario, la anorexia nerviosa no es un síntoma, sino un trastorno específico caracterizado por una pérdida autoinducida de peso, acompañada por una distorsión de la imagen corporal, cuya presencia es indicativa de un estado patológico diferente del individuo, y puede tener consecuencias muy graves para la salud de quien la padece.

## Clasificación
Es posible identificar dos subtipos de anorexia nerviosa, en función de si el paciente tiene o no purgado de eliminación que vaya más allá de la basura normal de los alimentos (tales como vómitos autoinducidos, uso excesivo de laxantes, diuréticos o enemas):
- Restrictiva: si el paciente intenta disminuir de peso realizando dieta y practicando ejercicio físico. No existen vómitos autoprovocados ni consumo de medicamentos para acelerar la acción de la dieta.[12]
- Con alimentación compulsiva / autoliberadora, si se manifiestan tales comportamientos.[13] Además de la dieta y del ejercicio, las personas afectadas por esta modalidad se autoprovocan el vómito, y generalmente intentan ocultarlo, para que nadie lo sepa.

Se llevó a cabo un estudio durante 10 años para entender cuáles son las diferencias a nivel sociodemográfico entre los dos tipos de anorexia. Este estudio encontró que:
- las niñas afectadas por la restrictiva tienen una mejor relación con su familia y especialmente con su madre;
- las personas que la sufrieron de forma compulsiva fueron víctimas, con más frecuencia que los pacientes con la forma restrictiva, de abuso físico o sexual frecuentemente por parte del padre;
- en ambas formas se encontró un alto porcentaje de caso de abuso de alcohol por parte del padre;
- aquellos que manifiestan la forma compulsiva tienen una mayor tendencia a abusar del alcohol y un mayor deseo de suicidio.

Otros resultados se refieren a los padres de los niños que sufren anorexia, y los trastornos mentales están relacionados con la madre, la frecuencia es mucho mayor en las familias con niños que sufren de anorexia restrictiva.
Se ha descrito en la literatura también otra forma de la anorexia nerviosa, que difiere de las dos anteriores, cuyo nombre, «la anorexia crónica Meyer», se deriva de la académico-Adolf Ernst Meyer. La diferencia sustancial es que esta última solo aparece en la infancia y es de tipo crónico, con resultado de un retardo en la madurez e hipoxia.

## Historia

El paciente con anorexia nerviosa percibe su imagen corporal de manera distorsionada. Se ve obeso aunque en realidad está delgado.

La anorexia nerviosa se considera un problema de salud del «mundo industrializado», a pesar de que los primeros casos descritos se remontan a antes de Cristo, durante la época helenística, relacionados con la inanición voluntaria por motivos religiosos.

### En la Edad Media

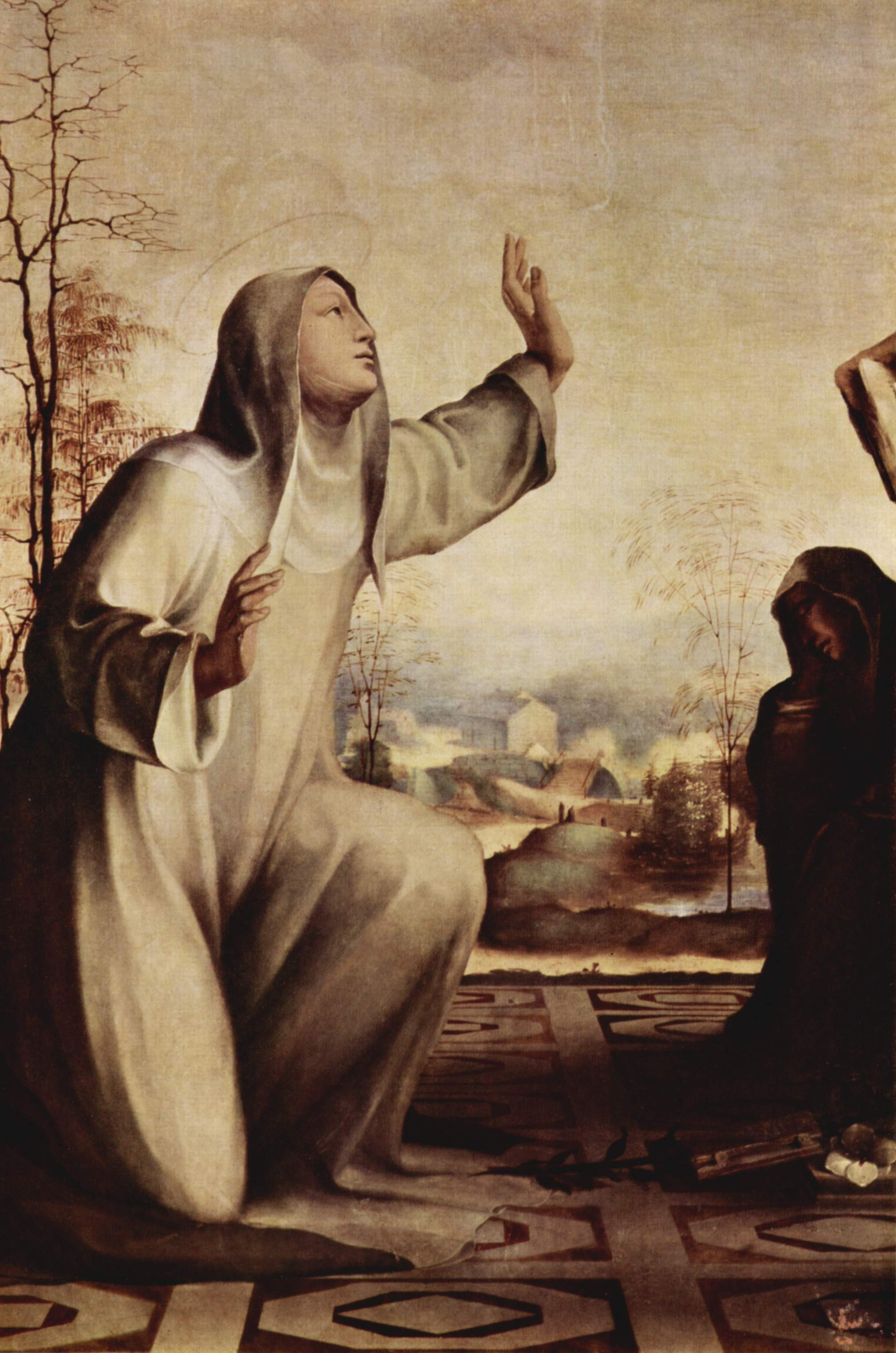
Santa Catalina de Siena (25 de marzo de 1347 a 29 de abril de 1380) sufría anorexia nerviosa.

En la Edad Media, una época en que los valores religiosos estaban muy arraigados en las personas, la anorexia era vista como una meta espiritual a alcanzar; de hecho, se habló de la «santa anorexia» y «el ayuno ascético» en un período histórico en el cual se perseguía con frecuencia la búsqueda de las virtudes espirituales mediante la mortificación del cuerpo.
Las víctimas ilustres del trastorno eran en ese momento mujeres santas, convertidas más tarde. Buscando un «matrimonio con Cristo», se negaban la comida. Entre esas mujeres, estaban santa Blesila, santa Catalina de Siena y la beata Ángela de Foligno.

### En tiempos modernos

#### Terminología; primeros hallazgos
Aunque fue el médico genovés Simone Porta el primero que en 1500 comenzó a estudiar y describir el cuadro clínico de la anorexia nerviosa, tradicionalmente se considera que su descubrimiento se produjo en 1689, año en que el médico británico Richard Morton publicó el primer informe de dos pacientes que, en ausencia de enfermedad manifiesta, se negaban a comer. Morton llamó a este trastorno consumición nerviosa:

El hijo del reverendo Steele, en torno a los dieciséis años de edad, cayó gradualmente en una total falta de apetito, y posteriormente atrofia universal, anhelando poco, poco siempre por más, por dos años, sin que hubiera fiebre, tos u otros síntomas de cualquier otra enfermedad de los pulmones u otras vísceras, incluso sin diabetes o diarrea u otras señales de evacuación coliacional o no naturales. Así que juzgo este consumo como nervioso, como una cosa que tiene sus raíces en el hábito de su cuerpo y se derivan de una perturbación de su sistema nervioso.
Descripción del estudio de caso de Richard Morton.

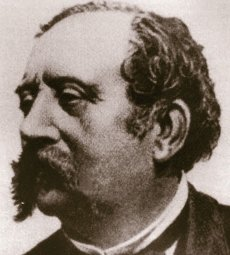
Charles Lasègue (5 de septiembre de 1816-20 de marzo de 1883), quien acuñó el término anorexia histérica.

En 1860, Louis-Victor Marcé describió por primera vez un desorden del estómago, con un predominio en el sexo femenino. Casi de manera simultánea, este concepto lo recuperaron e identificaron: en París, en 1870, como anorexia histérica, Charles Lasègue, quien utilizó esta expresión para resaltar el origen psíquico de la alteración alimentaria, y en Londres, como anorexia nerviosa, William Withey Gull, quien utilizó este término por primera vez en una conferencia en Oxford y la describió como una enfermedad de origen psicológico. Fue el mismo Lasegue quien proporcionó la primera descripción detallada del núcleo psicopatológico central del disturbio, por lo que se debe a él el mérito de haber prestado atención al origen no orgánico de este trastorno y el de haber considerado el importante rol que tiene la familia (véase terapia familiar) en el desarrollo de la anorexia.
Entre 1889 y 1911, se puede encontrar interés en este trastorno en la obra de neurólogos como Jean-Martin Charcot y Gilles de la Tourette. Durante 1903, el psicólogo francés Pierre Janet, en su ensayo Les Obsessions et la Psychasthénie (Las obsesiones y la psicastenia), describió las características del trastorno, al dar otra definición: psicastenia. Pensó que se debía a la negativa, por parte de la mujer, de su sexualidad.
En 1914, el fisiólogo Morris Simmonds sugirió la hipótesis de la insuficiencia pituitaria grave (es decir, una insuficiencia de la hipófisis) como la base de la patología, y así estableció, para los años sucesivos, un enfoque endocrinológico a la anorexia nerviosa. La categoría de diagnóstico de anorexia nerviosa apareció en el DSM (Manual diagnóstico y estadístico de los trastornos mentales) desde su segunda edición (DSM-II), 1968, y desde entonces el trastorno sigue presente en esa publicación, en todas sus ediciones y revisiones, hasta el más reciente, el DSM-V.
Según Sigmund Freud, la anorexia nerviosa se relaciona con una forma de melancolía en la cual no corresponde a una evolución sexual, o bien que la persona no ha desarrollado su propia identidad sexual realizada.[cita requerida]

## Epidemiología
La anorexia y los trastornos de la alimentación en general son una verdadera emergencia de salud en los países occidentales industrializados y, según muchos autores, están en continuo aumento. De hecho, los diversos estudios no están de acuerdo: algunos de ellos tienden a poner de relieve un aumento alarmante de los casos, mientras que otros hacen hincapié en que las tendencias continúan, sin ninguna variación. Otro estudio de tipo metaanalítico, que ha examinado la evolución histórica del trastorno en el pasado (1995), demostró que en los años noventa, el porcentaje de la población afectada se ha mantenido constante.
De acuerdo con los datos obtenidos a partir de la literatura, la prevalencia (número total de casos en la población) de la anorexia fue de alrededor de 0,3 por ciento en el 2003, mientras que la incidencia (número de nuevos casos en la población durante un período determinado de tiempo) es de ocho casos por cada 100 mil personas por año. El porcentaje se actualizó a un 0.42 por ciento, en el 2006, a partir de estudios hechos en Italia. Más tarde, en el 2007, la prevalencia podría haber aumentado ligeramente, hasta alrededor del 0,5 por ciento, o incluso habría superado el 2 por ciento.
En cuanto a la edad de inicio, está entre los 12 y 25 años (a pesar de que en los últimos años se produjeron varios casos superiores a los 30 años), con el momento más crítico entre 15 y 19 años.) Otros estudios han encontrado picos de incidencia a los 14 y 18 años de edad. Por tanto, el trastorno afecta principalmente a los adolescentes, aunque últimamente se están registrando cada vez más casos en adultos e incluso entre personas ancianas.
Otra característica típica de la anorexia es que es un trastorno típicamente femenino: De hecho, aproximadamente el 90 por ciento de los casos se desarrolla en mujeres.

Sin embargo, el problema no se trata solo de mujeres. Aunque los estudios sobre el sexo masculino son menores, se estimó que aparece el número total de pacientes que resulta estar presente desde el 5 % hasta el 10 % de los casos de adolescentes y hombres adultos. La proporción hombre-mujer, según una investigación es de 1:10; otros estudios han encontrado una menor diferencia entre los sexos, que llega incluso a 1:8. El porcentaje de hombres con anorexia parece estar aumentando, pero esto puede del simple hecho de que hoy en día un mayor número de hombres recurren a un médico para el tratamiento de este trastorno.
En los varones, se manifiesta otro problema relacionado con la imagen del cuerpo (véase anorexia inversa o vigorexia; véase también autoimagen), para quienes el ideal no es que aparezca delgado, sino lo más musculoso posible. En este caso, se habla de dismorfia muscular, que ha sido considerada un fenotipo de la anorexia. Aunque los estudios en el pasado han sido pocos, se ha encontrado en los hombres anoréxicos una disminución en el deseo sexual. Al igual que en el pasado el trastorno se consdieraba casi exclusivamente femenino,[cita requerida] el interés académico sobre la incidencia de la anorexia en el mundo de los hombres solo se ha desarrollado recientemente,[cita requerida] y esto asegura que se ha difundido los estereotipos comunes, en el cual anorexia se ve como un «trastorno de la mujer»[cita requerida] o de la asociación de su manifestación a condiciones tales como el afeminamiento, la bisexualidad o la homosexualidad.[cita requerida] Varios estudios demuestran que el trastorno se produce independientemente de la orientación sexual del sujeto (el 80 por ciento de los varones anoréxicos serían heterosexuales).
Hay muchas características comunes entre los sexos, como el pronóstico.

### En el mundo
Un estudio llevado a cabo en una recolecta de varias publicaciones de diversas nacionalidades, tanto occidentales como orientales, mostró que la anorexia nerviosa es más frecuente en los países desarrollados industrialmente, lo que conduce a la definición de «síndrome cultural».
Lista de algunos datos recogidos en algunos países:
| País       | Incidencia                                                                               |
| ---------- | ---------------------------------------------------------------------------------------- |
| Noruega    | 5,7 %                                                                                    |
| Japón      | 4,79 % pero llega al 17,10 % si se tiene en cuenta solo a las mujeres en el grupo etario |
| Tanzania   | 1,9 %                                                                                    |
| Rumania    | 0,6 %                                                                                    |
| Inglaterra | 0,1 % en 1995; 0,5 % diez años después                                                   |
| México     | 0 %                                                                                      |

Es importante destacar aquí que la anorexia es un síndrome o un trastorno relacionado con el bienestar, como lo demuestra su ausencia en los países más pobres de África, Asia y América Latina, y su aparición en los inmigrantes de países pobres a países con mejor economía. Sigue siendo significativa la influencia del modelo occidental, lo que aumenta la difusión de la anorexia nerviosa en el mundo.

### En Argentina
En la década del 2000, en Argentina se estima que una de cada 10 adolescentes argentinas sufre alguna patología alimentaria. Argentina ostenta un alto consumo de anorexígenos, y es el segundo consumidor a nivel mundial.

### En Italia
En la década del 2000, en Italia la anorexia nerviosa tuvo una prevalencia que oscilaba entre el 0,2 y el 0,8 por ciento, mientras que en el pasado eran más pesimistas datos recogidos en una muestra de más de 500 personas, y llegaban al 1,3 por ciento.

### En México
En la última década (2010), México ha tenido un aumento de casos de anorexia, pues 9 de cada 10 corresponden a mujeres que van de los 12 a 17 años de edad.

## Etiología
Las causas de la anorexia nerviosa no están del todo claras. Hay algunas razones que predisponen de naturaleza, puede ser de origen biológico, social como psicológico, a los cuales se superponen los factores desencadenantes que conducen al desarrollo del trastorno. Existen multitud de teorías que intentan explicar su aparición, y la mayor parte de las mismas inciden en los aspectos psicológicos como los principalmente implicados. Sin embargo, los trastornos alimentarios también podrían tener causas físicas de origen bioquímico, y la disfunción serotoninérgica parece desempeñar algún papel. El hecho de que la anorexia nerviosa tienda a presentarse en determinadas familias sugiere que la susceptibilidad a este trastorno podría ser heredada. Se ha sugerido que la causa de la anorexia nerviosa no debe buscarse en un único factor (véase multifactorial), sino en una combinación de ciertos rasgos de la personalidad, patrones emocionales y de pensamiento, factores biológicos, familiares y sociales.
Investigaciones recientes han identificado múltiples loci genéticos asociados con la anorexia nerviosa, sugiriendo una base genética compleja para este trastorno. Un estudio de 2019  identificó ocho loci de riesgo significativos, implicando genes como FOXP1, MGMT, CADM1 y PTBP2, que están relacionados con funciones neurológicas y metabólicas. Además, se ha observado una superposición genética entre la anorexia nerviosa y otros trastornos psiquiátricos, como la esquizofrenia, el trastorno bipolar y la depresión mayor, indicando posibles bases genéticas compartidas entre estas condiciones. Estos hallazgos resaltan la complejidad de la anorexia nerviosa y la necesidad de enfoques integrados que consideren tanto los factores genéticos como los ambientales en su comprensión y tratamiento.
Resumiendo, se puede afirmar que parece existir una predisposición genética, y que son más susceptibles las adolescentes, sobre todo las que presentan ciertas características de la personalidad (personas perfeccionistas, inseguras, estrictas, constantes, autoexigentes; véase obsesión). Las circunstancias familiares y socioculturales desempeñan un papel no totalmente aclarado. No puede descartarse la implicación de un factor endocrinológico o bioquímico no totalmente conocido.

### Causas biológicas
Las hormonas gastrointestinales desempeñan un rol importante en la regulación neuroendocrina de la ingesta de alimentos y en el sentido de la saciedad. La grelina es una hormona que estimula el apetito: si no funciona correctamente puede ser una causa, así como también de la obesidad y de la anorexia nerviosa.
Estudios recientes muestran la influencia de los neuropéptidos de la tiroides y la disminución de la leptina, una hormona que controla el peso corporal, sobre la incidencia de la anorexia. Por el contrario, otros muestran que la anorexia nerviosa está asociada con la osteoporosis en el 38-50 por ciento de los casos.
Se ha documentado la asociación entre la enfermedad celíaca y algunos casos de anorexia nerviosa. En algunos pacientes, la anorexia nerviosa se desarrolla antes de que se diagnostique enfermedad celíaca, por lo que algunos autores apuntan la necesidad de realizar una evaluación para detectar la posible presencia de una enfermedad celíaca no reconocida en todas las personas con trastornos alimentarios. Actualmente, el 90 % o más de los casos de enfermedad celíaca en los niños permanece sin reconocer ni diagnosticar, debido principalmente a que esta enfermedad cursa en la mayoría de los casos con síntomas muy variados que pueden afectar a cualquier órgano, sin síntomas digestivos e incluso sin ningún tipo de síntoma en absoluto. La anorexia como síntoma, entendida como la falta de apetito y la dificultad para comer debida a una sensación anómala de plenitud, de «tripa llena», es uno de los posibles síntomas digestivos que pueden desarrollarse como consecuencia de una enfermedad celíaca que no se diagnostica ni recibe tampoco tratamiento; otros síntomas digestivos que pueden aparecer en algunas personas con enfermedad celíaca sin tratamiento incluyen vómitos, dolor abdominal, diarrea, estreñimiento, reflujo, gases o distensión abdominal, que pueden estar presentes por temporadas con mayor o menor intensidad, con períodos de completa remisión e irse alternando en un mismo paciente. En otros casos, la anorexia nerviosa aparece después del diagnóstico del trastorno celíaca, por lo que algunos autores sugieren la necesidad de hacer un seguimiento de los pacientes con enfermedad celíaca para detectar precozmente la aparición de síntomas relacionados con el desarrollo de una anorexia nerviosa, especialmente en el caso de las mujeres.
En general, todas las personas con enfermedades gastrointestinales presentan un mayor riesgo de desarrollar trastornos alimentarios, principalmente restricciones en la alimentación. La presencia continuada de síntomas digestivos sin un diagnóstico ni un tratamiento efectivos o que los médicos no saben explicar ni manejar, y que el paciente relaciona con la ingesta de alimentos puede hacer que este acabe desarrollando ansiedad y aversión a la comida, lo cual puede provocar la aparición de alteraciones en las conductas alimentarias. En los pacientes que reciben un diagnóstico y que necesitan llevar una dieta para poder aliviar sus síntomas digestivos, pueden darse dos situaciones que a su vez pueden desembocar en la aparición de trastornos alimentarios. Por un lado, determinados pacientes no tienen conciencia de la importancia de seguir estrictamente la dieta y siguen consumiendo por diversos motivos los alimentos que desencadenan sus síntomas, como por ejemplo para perder peso, tal como se ha documentado en algunos pacientes con enfermedad celíaca, con síndrome del intestino irritable o con enfermedad inflamatoria intestinal. Por otro lado, los pacientes que sí están conscientes de la necesidad de seguir correctamente la dieta estricta pueden acabar desarrollando ansiedad como consecuencia de recaídas derivadas de contaminaciones accidentales, y preocupación por la existencia de contaminaciones cruzadas, especialmente en situaciones en las que no pueden supervisar la correcta manipulación y preparación de sus alimentos.

### Causas sociales
Entre los factores que predisponen, influye la presencia de un miembro de la familia que esté sufriendo o que haya sufrido un trastorno alimenticio. Otra causa que puede llevar al desarrollo de este tipo de problemas es el crecer en una familia donde existe una seria dificultad en la comunicación interpersonal y en la expresión de las emociones, en cuyo caso la anorexia puede significar una «comunicación sin palabras» para la familia (con varios aspectos de la protesta, de solicitud de atención, de manifestación de dificultades individuales o el sistema familiar en su conjunto).
En otros casos, el trastorno puede depender de problemas graves de autoestima significativos, posiblemente relacionados con la retroalimentación negativa y repetido por el sistema social, la familia o los amigos. Los trastornos alimenticios también pueden ocurrir como resultado de los delirios afectivos marcados, o problemas de relación graves en la pareja.
Otros factores de riesgo incluyen la pertenencia a ciertos grupos sociales en los que es importante el tema del control de peso (por ejemplo, los bailarina/as, gimnasta/s, ciclista/s y otros deportes profesionales), que viven en un área urbana de un país occidental, donde se enfatiza la delgadez como un valor social positivo, y el hecho de sufrir un trastorno de personalidad. Un papel importante es el desempeñado por los medios de comunicación, mostrando a las mujeres más jóvenes cánones de belleza que no se corresponden con su físico. En particular, las adolescentes suelen ser más proclives a caer en anorexia nerviosa, de un modo especial si han sufrido de acoso escolar (bullying).

### Causas psicológicas
Se ha afirmado que la mayoría de los pacientes presentan una personalidad previa a la aparición del trastorno, que predispone a ella, caracterizada por tendencia al perfeccionismo, baja autoestima y personalidad obsesiva. Por otra parte, la imagen que una persona tenga de sí misma puede ser un factor de riesgo si esta es negativa. Rosa M. Raich dice en uno de sus libros: «El sentirse gordo es una de las causas más frecuentes que inciden en la aparición de trastornos alimentarios, y en realidad no es necesario que la persona presente un sobrepeso real, tan solo es necesario que piense que lo es y que esto le afecte».
Los medios de comunicación contribuyen en una considerable medida a este trastorno a juzgar por los cánones que imponen principalmente los concursos de belleza (las consabidas "medidas perfectas —90-60-90—").

### Causas psiquiátricas
En la literatura científica se sugiere que en el origen de la anorexia nerviosa hay una comorbilidad psiquiátrica positiva previa o un pariente con trastornos en la esfera obsesivo-compulsiva, y esta comorbilidad explica la estructura obsesiva compulsiva presente sobre todo en una de las dos formas del trastorno.

### Causas genéticas

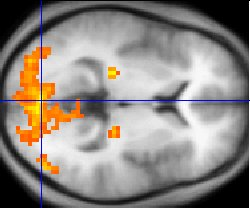
Datos obtenidos con la resonancia magnética funcional.

En los últimos años la atención se ha centrado en la genética y en este sentido, los investigadores están tratando de determinar las posibles causas del trastorno. Los estudios se han centrado en la 5-HT (2A) (un subtipo de receptor de serotonina), cuya función puede resultar durante la etapa de la pubertad. Tal operación anormal se cree que es una posible causa de la anorexia, pero los resultados son contradictorios.
Por otra parte, un estudio reciente de asociación del genoma completo, GWAS, por sus siglas en inglés, encontró ocho loci de riesgo relacionados con padecer Anorexia nerviosa. De los ocho loci, cuatro de ellos estaban relacionados con un solo gen y fueron confirmados por eQTL. Los genes resultantes fueron: FOXP1, MGMT1, CADM1 y PTBP2, los cuales se cree que podrían desempeñar un papel en la etiología de esta compleja enfermedad.

#### Familiaridad
Ya en el pasado se asumió una forma de familiaridad del trastorno, hipótesis confirmada por estudios posteriores que muestran una mayor prevalencia en los gemelos monocigóticos. Los estudios más recientes sobre heredabilidad, muestran que los síntomas del trastorno tienen cada uno un diferente grado de difusión. (por heredabilidad se entiende la probabilidad que una persona tiene de desarrollar una determinada enfermedad causada por un gen defectuoso heredado.) En último término, esos estudios apuntan a que la alteración de los cromosomas 1, 2 y 13, con lugares específicos, es un requisito previo para la aparición del trastorno.

#### Asociación con rasgos psiquiátricos, metabólicos y antropométricos
El análisis de la correlación genética basada en SNPs (SNP-rg) de los ocho loci de riesgo de Anorexia nerviosa descubiertos y múltiples rasgos externos demuestran que existe una correlación positiva con trastornos psiquiátricos como trastorno obsesivo-compulsivo, depresión, ansiedad y esquizofrenia. Además, se observa correlación positiva con la actividad física y una correlación negativa con rasgos metabólicos y antropométricos, como la masa grasa, el índice de masa corporal, la obesidad, la diabetes de tipo 2 y la hormona leptina. 

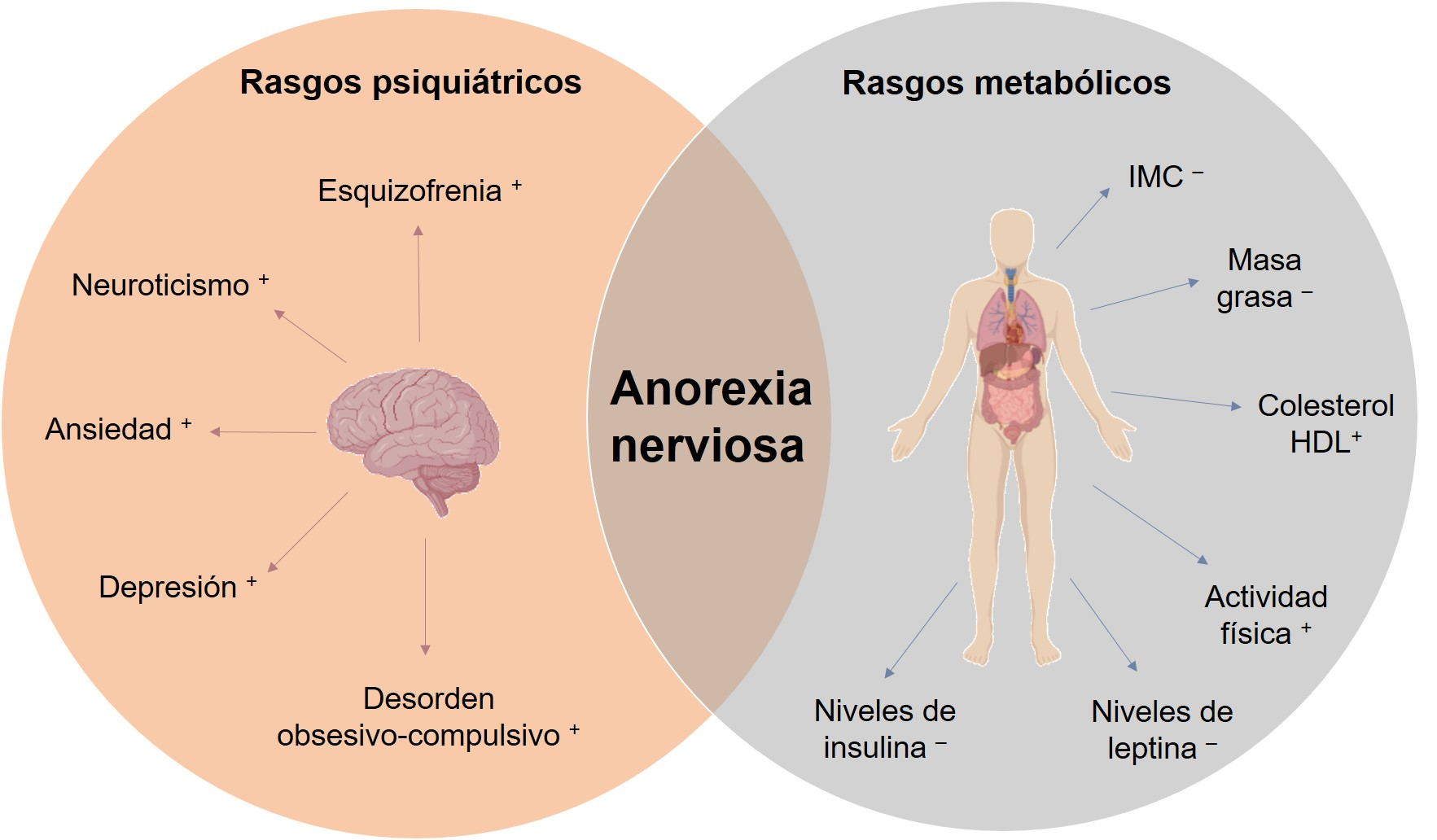
Correlaciones genéticas significativas de Anorexia nerviosa con rasgos psiquiátricos y metabólicos.

Estas correlaciones demuestran que, además de una contribución psiquiátrica, existe una contribución metabólica implicada en el desarrollo de este trastorno. La desregulación metabólica podría contribuir a la dificultad que tienen los pacientes con anorexia para mantener un IMC sano.

## Cuadro clínico
Los criterios estándar recomendados por el manual psiquiátrico para un correcto diagnóstico de la anorexia nerviosa son:
1. Una delgadez extrema (no constitucional, sino voluntaria), con rechazo a mantener el peso por encima de un umbral mínimo considerado normal. Anoréxico es un sujeto con peso por debajo del 85 % del esperado según la edad, la estatura y/o el índice de masa corporal (IMC)
2. Un fuerte temor a aumentar de peso, incluso en presencia de insuficiencia ponderal evidente;[82]
3. Una preocupación extrema por el peso y la apariencia física, que incluye tanto una alteración de la experiencia corporal, se le da demasiada importancia al peso a expensas de la autoestima, e incluso la negativa a admitir la gravedad de sus condiciones fisiológicas, el no estar conforme con su cuerpo (el factor de riesgo es más alto).[83]

El estrés psicológico puede expresarse a través de la ansiedad o la depresión, pero en cualquier caso pone en cuestión las relaciones y modelos culturales.
Se están realizando estudios para entender cuáles son los efectos de estos trastornos en los familiares de los afectados por la anorexia nerviosa.

### Manifestaciones menores
Otras manifestaciones son:
- disminución de la densidad mineral ósea que conduce a la osteopenia, y su forma más grave, osteoporosis,[85] presentan entre un 20 % hasta la mitad de todas las personas;[86]
- disminución del deseo sexual (derivando en la disfunción eréctil en los hombres), debido a la deficiencia de la testosterona;
- exceso de cortisol o síndrome de Cushing
- deficiencia de zinc, cuya administración se ofrece como terapia nutricional adicional (en dosis de 14 mg por día);[87]
- cefalea;
- caries dentales;
- disminución de la capacidad de concentración bajo estrés, especialmente en los casos de larga duración, mientras que en condiciones normales no se notan alteraciones.[88]
- hipoglucemia, que resulta de una secreción anormal de la hormona péptido glucagón;[89]
- pancreatitis crónica y su forma aguda están relacionados con la anorexia y la malnutrición en general, aunque no está claro cómo surge la patología;[90]
- disminución en el número de leucocitos en la sangre, debido a la disminución de IGF-I.[91]

### Manifestaciones psiquiátricas
Teniendo en cuenta sus características, se hace imposible cuantificar el porcentaje preciso de los síntomas psiquiátricos que se encuentran en personas que sufren de anorexia nerviosa. Muchos estudios sobre el tema han sido realizados por una lista de los diferentes eventos posibles:
- Depresión, dependiendo del estudio su incidencia varía de 25 % de los casos y es actualmente casi tanto como el 80 %, que puede persistir incluso después de la recuperación del trastorno. Algunos autores argumentan que la depresión y el ayuno prolongado llevan a eventos idénticos, lo que sugiere la pérdida de peso por sí sola y no la presencia del estado depresivo.[92]

- Ansiedad, cuya convivencia es difícil de entender, los estudios demuestran un rango alto (es decir, una diferencia notable entre el mínimo y máximo) del 20-65 %, pero la cifra es mayor si se evalúa la condición pre-inicial del estado morboso (90 %).[92]

- Trastorno de la personalidad. En el caso del trastorno de anorexia nerviosa se refiere a la categoría C (incluye trastornos de la personalidad evitante, dependiente y trastorno obsesivo-compulsivo), detectado principalmente en el tipo de alimentación compulsiva.[93] Otros autores difieren ligeramente de la declaración, incluyendo en forma de compulsiva grupo B (incluye trastornos de personalidad antisocial, límite, histriónico y narcisista).[94]

- Trastorno obsesivo-compulsivo. Según algunos autores, este evento sería una subespecie de los trastornos alimentarios. Los investigadores, gracias a un metaanálisis de todos los estudios realizados, se han pronunciado señalando cómo los resultados son heterogéneos, lo que lleva en muchos casos a los cambios en la evolución del trastorno y con frecuencia el deterioro de la misma.[95]

Con respecto a la expresión de la ira y la agresión dirigida hacia los demás, la ausencia de tal factor es realmente una característica que distingue a la anorexia nerviosa de la bulimia nerviosa.

### Manifestaciones dermatológicas
Hay muchos eventos en dermatología en la anorexia nerviosa, que ocasionalmente afectan a las manos de la persona, aunque ninguno de ellos es característico del trastorno. Entre ellos se encuentran:
- xerosis, la ausencia anormal de humedad en la piel;
- gingivitis, inflamación de los tejidos gingivales;
- fragilidad y la consiguiente lesión de la uña;[98]
- acné, que puede ser curado al momento, con una combinación de acetato de ciproterona y etinilestradiol;
- queilitis, inflamación del labio;
- «El signo de Russell», una forma de formación de callo numular en el dorso de la mano, causada por frotamiento repetido con los incisivos superiores durante la introducción de los dedos en la boca, para la inducción del vómito.[99]

### Manifestaciones cardíacas
Basándose en un estudio profundo, utilizando muchos de los resultados obtenidos hasta ese momento, para entender lo que ocurrió se debió a un paro cardíaco que llevó a la muerte a varias personas con anorexia sin poder comprender cuál fue la razón. En el mismo estudio meta-analítico se destacó que las manifestaciones son halladas principalmente a nivel cardiológico son:
- bradicardia, que se manifiesta más fácilmente cuando hay una pérdida considerable de peso;[101]

- alteración (arritmias cardíacas a nivel ventricular) y la prolongación de intervalo de la onda QT.[100][nota 5]

### Factores de riesgo
Las personas con trastornos gastrointestinales, principalmente enfermedad celíaca, presentan un mayor riesgo de desarrollar anorexia nerviosa, tanto en los casos no reconocidos ni tratados como en los casos diagnosticados. Véase apartado Causas biológicas.

## Diagnóstico
Para asegurarse de que una persona está sufriendo de anorexia nerviosa, pero no hay pruebas específicas, se elaboran cuestionarios, índices, detectores, que compila la persona:
- Eating Attitudes Test (EAT-26), un cuestionario de 26 preguntas, para el control de disturbios debido a la dieta, bulimia y preocupación por los alimentos;[102]

- Eating Attitudes Test, (EDS3) para estudiar los síntomas que acompañan a la anorexia: preocupación, la imagen corporal, miedo a aumentar de peso, ansiedad debido a la alimentación;[103]

- Eating Disorders Symptom Impact Scale (EDSIS), de reciente creación, se examina la nutrición, el comportamiento de la persona y el aislamiento social.[84]

Las preguntas de la prueba deben ser respondidas con la frecuencia con que ocurre tal evento:
| Número | Aplicaciones del EAT 26                                                    |
| ------ | -------------------------------------------------------------------------- |
| 1      | Miedo a ganar peso                                                         |
| 2      | Cuando tienes hambre evitas comer                                          |
| 3      | Preocupa pensar en los alimentos                                           |
| 4      | A veces comes sin parar                                                    |
| 5      | Haces pequeños trozos de alimento                                          |
| 6      | Revisas las calorías que ingieres                                          |
| 7      | Evitas los alimentos ricos en hidratos de carbono                          |
| 8      | Los otros desean que ingieras más alimento                                 |
| 9      | Vomitas después de comer                                                   |
| 10     | Después de comer sientes sentimientos de culpa                             |
| 11     | Quieres ser más delgado                                                    |
| 12     | Durante el ejercicio piensas en las calorías quemadas                      |
| 13     | Para otros les apareces de bajo peso                                       |
| 14     | Te preocupa pensar en la grasa en el organismo                             |
| 15     | Durante la comida empleas mucho tiempo terminarla                          |
| 16     | Evitas los alimentos con azúcar                                            |
| 17     | Comes alimentos que se consideran dietéticos                               |
| 18     | La comida controla tu propia vida                                          |
| 19     | Sabes cómo controlar su hambre                                             |
| 20     | Los otros insisten el comer                                                |
| 21     | La comida te ocupa mucho tiempo y pensamiento                              |
| 22     | Después de haber engullido alimentos ricos en calorías te sientes incómodo |
| 23     | Sigues dietas específicas                                                  |

## Diagnóstico diferencial
Existen otros trastornos de la alimentación conectados:
- Ortorexia, o la ortorexia nerviosa, lo que va en contra de la pregunta 26 del cuestionario (EAT26). En este caso, buscar los alimentos más sanos y sencillos, a menudo crudos.
- Anorexia inversa, también llamada vigorexia o dismorfia muscular, donde tratamos de aumentar la masa muscular. Incluso en este caso, es en presencia de una perturbación de la imagen de su propio cuerpo.
- Síndrome de alimentación nocturna, donde la anorexia nerviosa es solo una de las etapas del síndrome, que termina en la mañana, seguido de hiperfagia e insomnio.
- Enfermedad celíaca no reconocida ni diagnosticada.[64]
- Hipertiroidismo, una enfermedad en la cual el individuo adelgaza incluso ingiriendo más de lo normal.
- Esquizofrenia, en el que se produce la sito fobia (negativa patológica del alimento).

### Diferencias con la bulimia nerviosa
Hay muchas diferencias con la bulimia nerviosa:
| Diferencia                                                                         | Anorexia nerviosa                                                               | Bulimia nerviosa                                                                |
| ---------------------------------------------------------------------------------- | ------------------------------------------------------------------------------- | ------------------------------------------------------------------------------- |
| Peso                                                                               | El peso se mantiene bajo de manera consistente, inferior a la media de IMC      | El peso se mantiene sobre la norma, no se notan diferencias significativas      |
| Década de incidencia superior (cuando bajo nivel de disturbio)                     | Se produce en la primera juventud de la persona                                 | Aparece en la edad adulta                                                       |
| Petición de ayuda                                                                  | La persona enferma casi nunca pide ayuda                                        | Muy frecuentemente la persona pide ser ayudada                                  |
| Relación con la menarquia (El primer sangrado de la mujer durante la menstruación) | A veces, la causa está relacionada con la anticipación de sangrado              | No tiene ninguna relación con el sangrado                                       |
| Difusión en el sujeto masculino                                                    | Aunque la incidencia sea mucho menor, el trastorno también afecta a los hombres | La incidencia es casi exclusivamente femenina                                   |
| Tipología                                                                          | Puede ser aguda o crónica, pero no cambia en el transcurso                      | Resulta ser una especie de fluctuación                                          |
| enfermedades previas                                                               | La enfermedad es de origen primitivo (no deriva de ninguna otra)                | Inicia con un episodio de anorexia nerviosa deviniendo en una posible evolución |
| Disturbios mentales asociados (ambos muestran un estado depresivo)                 | Estado de ansiedad                                                              | Intención de hacer daño                                                         |
| Pronóstico                                                                         | Positivo solo si se toman las medidas                                           | Bueno en más de la mitad de los casos, responde bien al tratamiento             |

## Patologías derivadas
- Síndrome de realimentación, un grupo de trastornos metabólicos que afectan a las personas que presentan dificultades para salir de un estado de desnutrición, se describe también durante el tratamiento de la anorexia.[104]
- Síndrome de Boerhaave, una ruptura del esófago, que resulta de la excesivo vómito, y las formas agudas de neumotórax.[105]
- Pelagra, enfermedad potencialmente mortal.[106]

## Tratamiento
El tratamiento de la anorexia tiene como objetivo lograr el techo mínimo de 90 % del peso corporal en comparación con el ideal. El tratamiento, dada la diversidad de causas, es múltiple: psicológica, nutricional y farmacológica.

### Terapia nutricional
Es necesario introducir en el cuerpo 1500-1800 kcal por día. Para reducir la pérdida ósea usando vitamina D y calcio. Tratamiento basado en la nutrición. Incluye comprobar el estado nutricional de una persona y dar los alimentos o nutrientes apropiados para tratar afecciones.

### Terapia farmacológica
Se han probado muchos fármacos, con el fin de obtener el más adecuado para tratamiento del trastorno: en la década de 1970 se intentó el uso de clorpromazina, un antipsicótico para el tratamiento de la esquizofrenia. Fue utilizado más adelante como la naltrexona, y en sus líneas, seguido de varios otros experimentos con analgésicos derivados del opio, como el tramadol, pero con resultados inciertos.
Por consiguiente, los estudios se dirigen hacia los antipsicóticos atípicos tales como la risperidona y la olanzapina, que todavía se utiliza con cierto éxito, aunque se desaconseja encarecidamente el uso de tales ingredientes activos en la presencia de demencia, debido a la posible aparición de accidentes cerebrovasculares.
Se discute el uso de inhibidores selectivos de la recaptación de serotonina, más conocida con el nombre de ISRS, se usan antidepresivos conocidos. Estos fármacos deben ser excluidos de los pacientes con convulsiones, y el Committee on Safety of Medicines (Comité de Seguridad de Medicamentos) ha advertido de que hay pruebas de que los sujetos menores de edad han traído menos beneficios respecto al aumento de la gravedad de las situaciones de autoagresión. El uso de estos fármacos no ha dado los resultados deseados (como en el caso de la fluoxetina).
También se utilizan otros antidepresivos, la clase de antidepresivos tricíclicos, como la amitriptilina, objeto de estudio llevados a cabo por el método de doble ciego (se le da a algunos pacientes, el fármaco excepto el placebo, sin ellos saber para tomar la droga o sustancia inocua). La dosis administrada fue en un caso de 175 mg por día, y 160 mg por día en otro, pero los resultados han demostrado ser modestos. Las pruebas se están realizando en otros principios activos, como la mirtazapina, pero el número de personas que participa en los estudios aún no es suficiente para obtener algunos datos (aunque se notaron las mejoras en los participantes).
La terapia farmacológica para la anorexia nerviosa están en constante evolución, pero aún no está claro cuál es el tratamiento de elección.

### Terapia psicológica
En los últimos años se le ha dado mucha importancia, en el plano de la intervención, incluso a las formas de acción eficaz apoyo psicológico-clínico y la psicoterapia han demostrado ser de ayuda psicológica y sobre todo la psicoterapeuta, que tienen como objetivo investigar y revisar el conflicto emocional y relacionados que dan lugar a la denegación de alimentos. La psicoterapia puede ser individual, familiar y de grupo. La terapia familiar, a menudo deseada por los miembros del grupo familiar, ponen en entredicho todo el sistema relacional del grupo familiar, que se cree que tienen un papel patogénico importante y patoplastico en el nacimiento, evolución y mantenimiento del trastorno, esta forma de intervención clínica generalmente lleva a obtener buenos resultados. En los últimos años estas formas de terapia también se jugaban con la contribución de los grupos de autoayuda, en los que existe la figura del «terapeuta» en el sentido clásico, donde el médico asume, en vez de sanar pacientes, el papel de «facilitador», que alienta a los miembros del grupo con el diálogo y el diálogo de las dificultades prácticas y emocionales. Así, los pacientes se convierten en «co-terapeutas» de sí mismos.
Como parte de la evaluación de las intervenciones psicoterapéuticas, se está tratando de comprender la percepción de los pacientes sobre las distintas formas de intervención psicológica se llevó a cabo, es un elemento importante, teniendo en cuenta la ambivalencia del trastorno: de las respuestas de los pacientes indican que se prefieren las reuniones psicoterapia individual (por mucho, el tratamiento preferido), y el trabajo clínico se centraron en la corrección de los hábitos alimenticios.

### Hospitalización
En los casos en que la vida puede estar en peligro, como en la extrema delgadez con consecuencias clínicas significativas, puede ser necesaria la hospitalización, aunque esté ausente la voluntad o la conciencia del trastorno de la persona involucrada. Este tipo de vivienda se llama TSO (tratamiento médico obligatorio). Esto es muy recomendable esto cuando la persona ha perdido mucho peso (por debajo del 30 % de su peso corporal ideal, respecto a su edad, complexión y talla), y continúa perdiendo peso a pesar del tratamiento o se presentan complicaciones médicas, como insuficiencia cardiaca, alteraciones en los niveles de sodio, cloro y potasio en sangre, depresión o intento de suicidio.

### Controversias
A menudo las personas que sufren de anorexia nerviosa se niegan a cualquier tipo de ayuda y terapia. En el campo de la medicina no existe el dilema de la ética médica y el tratamiento agresivo, de la posibilidad del cuidado que el paciente de rechazar cualquier oferta, por lo que es una intervención factible solo cuando se pierde la propia capacidad de razonar. En el caso de la anorexia nerviosa hay diferentes escuelas de pensamiento, que se reflejan en las siguientes ubicaciones:
- Por una parte, indica la imposibilidad de un enfoque eficaz, de una colaboración de la persona que padezca el trastorno, debido a la constricción en sí misma lo que conduce a un deseo de desobediencia;[125]

- por el otro están los que dicen que los resultados se verían solo en lo inmediato y en el largo plazo debería morir para volver a situaciones críticas.[54]

Con el fin de entender si una persona que padezca el trastorno puede decidir por sí misma si, en los Estados Unidos se ha estudiado en un cuestionario, denominado MacCAT-T,  que todavía se considera una valiosa herramienta. Tal examen no se limita a la comprensión objetiva por parte del paciente del trastorno, sino que va más allá de preguntar si el entrevistado comprende si se ha enfermado.  Cuando el interesado sea un menor la crítica aumenta.
Se han hecho estudios para comprender si el tratamiento es eficaz coercitivo, y señaló que en la práctica se utiliza muy poco y solo cuando hay tres factores:
- antecedentes de recaída;
- complejidad (por manifestaciones psiquiátricas asociadas);
- peligro para la vida (presencia del síndrome de realimentación y el IMC muy bajo).[130]

## Prevención
Hay un programa de control alemán, denominado «PriMa», efectuado sobre niñas de 12 años o mayores. Este programa se lleva a cabo durante el año escolar por los profesores. A partir de un estudio de más de 60 escuelas, a los tres meses ya se tienen repercusiones positivas, tanto en la conciencia de sí mismo como en el papel que los alimentos deben asumir. La literatura posterior revela que los cuestionarios utilizados para comprender las mejoras de la gente era más cortas de lo necesario, y sugiere la necesidad de expansión en múltiples niveles (ambas preguntas, sino también al proceso que se utiliza) para entender el impacto real en los jóvenes, que siguen siendo positivas.

## Pronóstico

### General
Aunque entre todos los trastornos de la alimentación es el que registra la más alta de mortalidad, la anorexia rara vez conduce a la muerte. Los casos de muerte también se registran por suicidio, y llegan a un máximo del 5 %, aunque dividido por década.
La mayoría de las mujeres, después de cinco años de la atención clínica, fueron capaces de superar el estado del trastorno crónica, viniendo después de la recuperación completa. Cuando el estado de la anorexia ha desaparecido por completo, la persona tiene una buena oportunidad de ser capaz de llevar a cabo una vida normal y superar otros trastornos psiquiátricos. A menudo, sin embargo, la reinserción social, profesional y de relación no es fácil, y las personas que han pasado episodios graves de anorexia nerviosa pueden arriesgar fenómenos de estigmatización social. El pronóstico varía dependiendo de la edad de la persona implicada, y en la mayoría de las personas adultas es peor.

### Psicológica-psiquiátrica
En cuanto a los resultados que tienen los trastornos más marcados de la personalidad (grupo C), a una distancia de 6 años después del final del tratamiento y también próximos 10 años, los estudios muestran resultados positivos en cuanto al peso, así como también a los trastornos físicos (tales como hirsutismo) y diversos trastornos relacionados con las manifestaciones psicológicas-psiquiátricas: En tales casos, los resultados realmente muy positivos se acercan al 40 %.

### Riesgos
Durante el tratamiento, los riesgos más altos se deben a la negativa del paciente a cooperar y la interrupción voluntaria del tratamiento. Esto sugiere que se debe dividir la cura en dos partes: la primera, a la recuperación del peso corporal normal, la segunda, destinada a prevenir posibles recaídas.
Los estudios han identificado seis «objetivos» para reducir el riesgo de recaída en la anorexia:
1. adquirir una motivación intrínseca en su deseo de cambiar;
2. evaluar la atención y la recuperación como un «trabajo en curso»;
3. percibir la importancia de la experiencia del tratamiento;
4. desarrollar relaciones de apoyo social;
5. tomar conciencia y tolerancia de sus emociones negativas, y ser capaz de gestionarlas;
6. ser capaz de ganar autoestima.

### Mortalidad por suicidio
La «ideación suicida», seguida o no del intento real de poner fin a la propia vida, es muy común en los trastornos de la alimentación: la anorexia se sitúa en segundo lugar, precedida solo por la bulimia nerviosa. Los intentos reales de suicidio, sin embargo, no son muy comunes en las personas con anorexia: estudios realizados a gran escala en el pasado han demostrado que la tasa es de poco más del 1 % de los casos.
En esta etapa del trastorno, algunas personas siguen pensando en la muerte, imaginándola frecuentemente; a menudo es un proceso relacionado con la fuerte depresión que sigue el curso de largo plazo. Entre las dos formas de anorexia, según estudios recientes, aquella menos propensa a actos de suicidio es restrictiva. Otros estudios enfatizan la particularidad de este fenómeno, teniendo en cuenta que la mayoría de las muertes (o la totalidad de estas, dependiendo del número de personas con el que se efectúan los estudios), se deben al trastorno, y en especial, a la interrupción del cuidado.
Incluso el estudio meta-analítico más importante llevado a cabo sobre la incidencia del suicidio de la anorexia nerviosa, realizado por los italianos, confirma estas cifras, y añade que la incidencia en la población que no se ve afectada por el trastorno es mucho menor.

### General
- Segen, Joseph C. (2006). Concise Dictionary of Modern Medicine (en inglés). New York: McGraw-Hill. ISBN 978-88-386-3917-3.
- M. Anderson, Douglas; A. Elliot Michelle (2004). Mosby's medical, nursing, & Allied Health Dictionary sexta edición (en inglés). New York: Piccin. ISBN 88-299-1716-8.
- Harrison (2006). Harrison's Manual of Medicine: 16th Edition (en inglés). New York - Milano: McGraw-Hill. ISBN 88-386-2459-3.
- Brumberg, Joan Jacob (1997). The Appetite as Voice (en inglés). New York: Routledge: Carole Counihan. pp. 159-179. ISBN 88-386-2459-3.

### Específica
- Giberti, Franco; Rossi Romolo (2007). Manuale di Psichiatria (en italiano). Milano: Piccin. ISBN 978-88-299-1851-5.
- Invernizzi, Giordano (2006). Manuale di Psichiatria e Psicologia clinica, terza edizione (en italiano). Milano: McGraw-Hill. ISBN 88-386-2393-7.

- Serrato, Gloria (2000). Anorexia y bulimia, trastornos de la conducta alimentaria, primera Edición. Madrid, España: Libro Hobby Club, S.A. ISBN 97-884-955-9810-3.
- Manual de Psicopatología y Psiquiatría, 2.ª edición, Dra. Elisa Norma Cortese, Universidad Abierta Interamericana, Argentina, Buenos Aires.
- Para la parte histórica:
  - (en inglés) van't Hof. Lisse, Sonja (1994). Anorexia Nervosa: The Historical and Cultural Specificity: Fallacious Theories and Tenacious Facts. New York: The Netherlands, Swets & Zeitlinger.
  - (en inglés) Rudolph M. Bell; epílogo de William N. Davis, Holy anorexia, Chicago, London, 1985. ISBN 0226042049.: La santa anoressia. Digiuno e misticismo dal Medioevo a oggi, Roma-Bari, GLF editori Laterza, 1.ª ed. 1987.  No ISBN. Ed. economica 1998. ISBN 88-420-5629-4. 2.ª ed. 2002. ISBN 978-88-420-5629-4.
- Para los factores de riesgo neonatales: (en inglés) Sven Cnattingius, MD, PhD; Christina M. Hultman, PhD; Margareta Dahl, MD, PhD; Pär Sparén, PhD (1999). «Very Preterm Birth, Birth Trauma, and the Risk of Anorexia Nervosa Among Girls». Arch Gen Psychiatry 56: 634-638.
- Sobre el tema del tratamiento forzado: (en inglés) Jacinta O. A. Tan, Tony Hope, Anne Stewart, Raymond Fitzpatrick (diciembre de 2006). «Competence to make treatment decisions in anorexia nervosa: thinking processes and values». Philos Psychiatr Psychol 13: 267-282.
- Para la epidemiología: (en inglés) Maria Makino, Koji Tsuboi, Lorraine Dennerstein, (dicembre de 2004). «Prevalence of Eating Disorders: A Comparison of Western and Non-Western Countries». MedGenMed.
- Para los factores relacionados con el suicidio: (en inglés) Pompili M, Mancinelli I, Girardi P, Ruberto A, Tatarelli R. (julio de 2004). «Suicide in anorexia nervosa: A meta-analysis». Int J Eat Disord. (en inglés) 36: 99-103.

### En español
- Anorexia nerviosa en Medline Plus

### En inglés
- Peligros de la anorexia nervosa
- EDA: Eating Disorders Association

### En italiano
- Esta obra contiene una traducción completa derivada de «Anoressia nervosa» de Wikipedia en italiano, concretamente de esta versión, publicada por sus editores bajo la Licencia de documentación libre de GNU y la Licencia Creative Commons Atribución-CompartirIgual 4.0 Internacional.

- Datos: Q131749
- Multimedia: Anorexia nervosa / Q131749